# Grafmonument van de familie Van der Leeden-Nefkens
Het grafmonument van de familie Van der Leeden-Nefkens is een monument op het kerkhof in de Nederlandse plaats Bokhoven (onder 's-Hertogenbosch).

## Achtergrond
De schipper-koopman Cornelis van der Leeden (Bokhoven, 13 september 1813 – 4 maart 1875) was getrouwd met Johanna Adriana Nefkens (Ammerzoden, 16 april 1811 – Bokhoven, 17 februari 1896).
Het echtpaar Van der Leeden-Nefkens werd begraven op het kerkhof achter de Antonius Abtkerk. Het grafmonument van J.Th.M. van Heijst-Dickens aan de andere kant van het koor is vermoedelijk van dezelfde maker.

## Beschrijving
Het neogotisch grafmonument bestaat uit een kalkstenen sculptuur van een vrouw, die haar blik heeft opgeheven. Zij is blootsvoets en gekleed in een lang hemd, waarover zij een mantel draagt. Haar beide handen rusten op een anker dat voor haar staat. Het beeld staat op een vierkante, hardstenen sokkel. Aan de voorzijde daarvan is in reliëf een wapenschild met opschrift aangebracht. 

## Waardering
Het grafmonument werd in 2002 als rijksmonument in het Monumentenregister opgenomen. "Het heeft cultuurhistorische waarde als bijzondere uitdrukking van een sociale en geestelijke ontwikkeling, in het bijzonder de ontwikkeling van de katholieke grafcultuur, het is tevens van belang voor de typologische ontwikkeling van het grafmonument. Het heeft ensemblewaarden als onderdeel van een groter geheel dat cultuurhistorisch, architectuurhistorisch en stedenbouwkundig van belang is. Het is gaaf bewaard gebleven en typologisch zeldzaam."